# 沖縄諮詢会

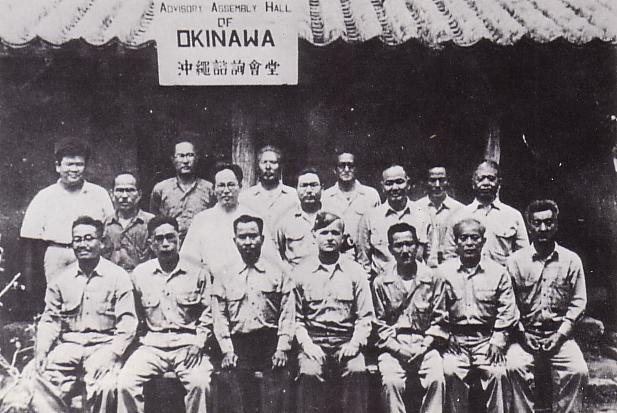
沖縄諮詢会の委員たち

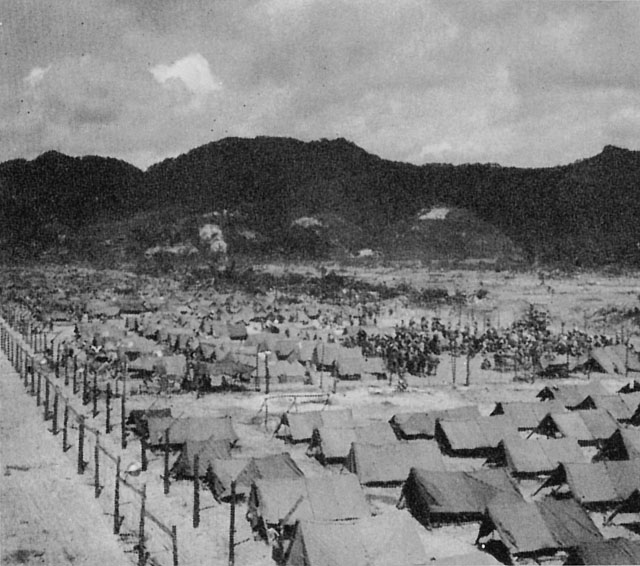
当時、住民が居住していた収容所

沖縄諮詢会（おきなわしじゅんかい、Okinawa Advisory Council）または沖縄諮詢委員会（おきなわしじゅんいいんかい）は、1945年8月15日の石川民間人収容所において、琉球列島米国軍政府の招集による住民代表者会議の結果、同年8月20日に美里村石川に設けられた同軍政府の諮問機関。
太平洋戦争末期の沖縄戦により沖縄県庁が壊滅した後の、沖縄本島における最初の行政機構で、15人の委員からなる合議制諮問機関として機能し、米国軍政府と沖縄諸島住民との意思疎通機関としての役割を果たすことになった。なお、専門の庁舎は存在せず、石川収容所内にある委員の自宅が事務所として利用された。
1946年4月22日の米国海軍軍政府指令第156号「沖縄中央政府の創設」により、同年4月24日に諮問機関としての沖縄諮詢会は政府組織としての沖縄民政府に改組されることとなった。形式的には沖縄諮詢会は沖縄民政府発足後の同年4月26日まで存続した。

## 背景
1945年に沖縄上陸作戦を開始したアメリカ軍では、上陸と同時に発令できるよう日付のない沖縄側への布告が用意された。これが米国海軍軍政府布告第1号「米国軍占領下の南西諸島及其近海居住民に告ぐ（権限の停止）」（いわゆるニミッツ布告）で、日本の行政権の停止とチェスター・ニミッツ海軍元帥を長とする軍政府の設立を内容とした。
米軍は3月26日に慶良間諸島に上陸した後、4月1日に沖縄本島へ上陸した。
沖縄戦が続く中、4月5日に沖縄本島中部の読谷村に米国軍政府が開設された。その後、6月23日に沖縄本島での組織的な戦闘が終結し、9月7日に南西諸島の日本軍代表と米軍代表の第10軍司令官スティルウェル大将が降伏文書に調印したことで沖縄戦は正式に終了した。
そうした中、軍政府は沖縄の民間人を12の民間人収容所に強制収容した。8月15日、軍政府は石川民間人収容所に128人の民間人を招集し、全島住民代表者会議を開催した。この会議の結果、中央政府設立の準備機関として沖縄諮詢会の設置が決められる。

## 設置
1945年8月15日に軍政府が発した「仮沖縄人諮詢会設立と軍政府方針」により設置が発表され、同年8月20日に発足した。

### 委員選出の過程
当時MISに属していた日系二世のマサジ・マルモト中尉の証言によれば、彼は6月20日に来島した際に「避難民収容所を回って指導的地位にあるものを捜索せよ」という命令を受けた。丸本らは6週間かかって150人をリストアップして「石川会議」の代議員とし、最終的に126人の各地区代表者が石川収容所に集められたが、代表者の中には、あらかじめ軍から志喜屋孝信（旧制開南中学校元校長）を委員長に選ぶよう言われた者もいた。また、会議の目的を知らされない者もいた。軍政府のモードック中佐は、仮諮詢会の冒頭で会議の目的を次の3つとした。
1. 諮詢会委員15人を選ぶ
2. 民意代表機関設立の案を示す
3. 軍に対する要望や疑問に回答する

また委員の構成について、軍政府は、
1. 農業部、商工部など専門の知識、技能を有する人
2. 各社会階級の代表者を
3. 一部の地域に偏しないよう
4. 日本の軍部、帝国主義者と密接な関係を持つ者は望まない
5. 米国の機嫌のみをとって自己の利益を考えているものを排したい。
6. 誠心誠意沖縄の福祉に対して強硬に率直に述べることのできる方を望む。

と説明した。特に5. の米国の機嫌をとるのを望まないという部分は参加者の印象に残ったという。8月15日中には委員候補24人が選ばれ、8月25日に15人の委員が選ばれた。
しかし、委員の選出は一見民主的であったが、軍政府は沖縄統治にとって都合が悪いと判断した人物、例えば大政翼賛会に関与していた平良辰雄や当間重剛ら、また本土復帰を早くから唱えていた仲吉良光らなどをあらかじめ排除していた。また、前述の通り、志喜屋を委員長に選出するための工作も行われていた。

### 「民意代表機関」をめぐる議論
上述の通り、軍政府は仮諮詢会の目的の一つに「民意代表機関」について議論することを挙げていた。実際、民意代表機関については活発な議論がなされたが、2回の仮諮詢会では結論が出ず、「組織、方法につきては諮詢委員会に一任する」こととなった。結局、民意代表機関は1950年の群島議会の設置まで持ち越された。

## 諮詢会の機能

### 行政機能
沖縄諮詢会は、合議制に基づく軍政府の諮問機関という位置付けだったが、当初から行政機関としての機能も併せ持っていた。発足後まもなく、文化部は演芸会の巡回開催を企画している。社会事業部は1か月で20人の人員を抱え、発足の半年後には全体で217人の職員を有した。諮詢会委員の意欲は旺盛で、「やりすぎ」であるとして米軍側と摩擦を生じることもあった。当時社会事業部長を務めた仲宗根源和の回想によれば、配給が不足すると直接軍に直訴するよう住民に勧めたりしたという。

### 立法機能
諮詢会はまた、立法機能も一部保持しており、諮詢会記録によると、土地所得権認定措置法、所得税法、戸籍法などが検討されたが、肝心の部分は米国軍政府により抑えられていた。

## 沖縄諮詢会委員一覧
沖縄諮詢会委員に選出された15人は以下の通りである。
- 志喜屋孝信（委員長）[3]
- 松岡政保（幹事兼工務部長）[3]
- 又吉康和（総務部長）[3]
- 大宜見朝計（公衆衛生部長）
- 前上門昇（法務部長）
- 山城篤男（教育部長）
- 當山正堅（文化部長）
- 仲宗根源和（社会事業部長）[3]
- 安谷屋正量（商工部長）
- 比嘉永元（農務部長）
- 仲村兼信（保安部長）
- 知花高直（労務部長）
- 護得久朝章（財務部長）
- 平田嗣一（逓信部長）
- 糸数昌保（水産部長）